# Camp Victoria

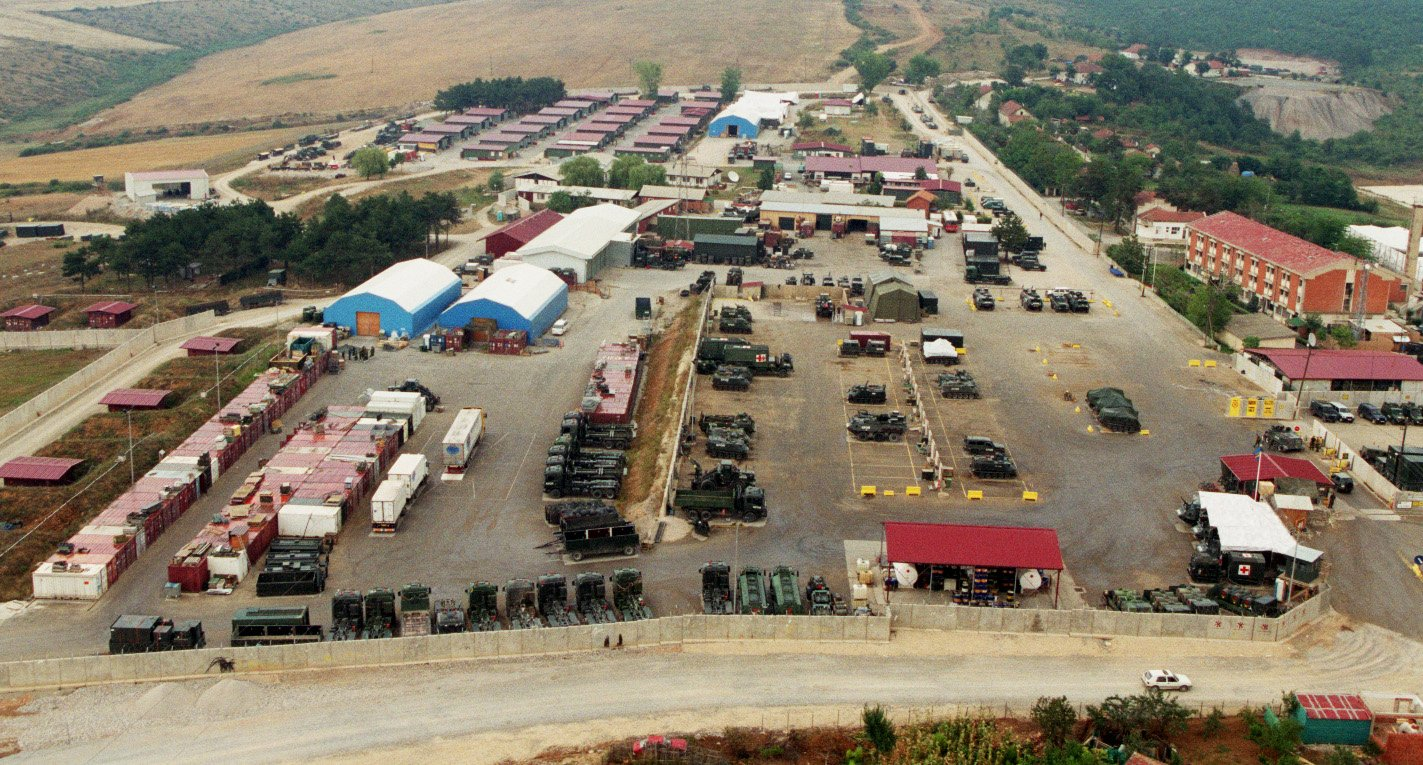
Camp Victoria, flygfoto från helikopter 2002

Camp Victoria hette den svenska förläggningen där de flesta av de svenska soldaterna i utlandsstyrkan i Kosovo var grupperade. Campen benämndes inlednigsvis Camp Gripen, men namnändrades våren 2000 av överste Anders Brännström. Campen var belägen i Hajvalia söder om Pristina. På Campen fanns till en början cirka 400 soldater förlagda. De flesta var svenska fram till 2003, men även irländska, tjeckiska, finska och lettiska soldater har varit förlagda där. Huvuddelen av soldaterna tillhörde det svenska mekaniserade skyttekompaniet och det svenska trosskompaniet. 
Campen bestod till del av gamla byggnader som en gång de paramilitära jugoslaviska inrikestrupperna MUP nyttjat. 
Under juni 2011 avvecklades Camp Victoria och KS21 blev den sista svenska kontingenten att förläggas på campen innan KS22 flyttade in på KFOR:s högkvarters camp Camp Film City. Den svenska styrkan var också förlagd till mindre förläggningar i det serbiska samhället Gracanica, och huvudstaden Pristina. Den sista svenska truppstyrkan i Kosovo och därmed på Balkan, avvecklades i oktober 2013. Då hade Sverige sammanlagt sedan 1991 skickat drygt 21 700 soldater till det forna Jugoslavien med efterföljande stater. 
Huvudmässen på Camp Victoria hette Muddy Mess och finns till del bevarad på Armémuseum i Stockholm.
Camp Victoria var även namnet på en svensk camp i Larnaca på Cypern under UNFICYP.